# 夢で逢えたら (キンモクセイの曲)
「夢で逢えたら」（ゆめであえたら）は、キンモクセイの11作目のシングル。2005年2月16日発売。発売元はBMGファンハウス。

## 解説
吉田美奈子が1976年に発表した「夢で逢えたら」のカバーである。アレンジは吉田によるオリジナル版にほぼ沿っており、間奏に台詞はない。
「夢で逢えたら（総天然色Style）」のミックスは、オリジナル歌手である吉田美奈子の実兄で作詞・作曲者大瀧詠一の1980年代以降のレコーディングエンジニアである吉田保が担当している。
カップリング曲である「熱き心に（New Mix）」は、大滝詠一のトリビュートアルバム 「ナイアガラで恋をして Tribute to EIICHI OHTAKI」からのシングルカットで、アルバムとはミックスが異なる。ミックスは、「夢で逢えたら（総天然色Style）」同様吉田保が担当している。

## トラック
1. 夢で逢えたら [3:37]
（作詞・作曲:大瀧詠一、編曲:キンモクセイ）
  - ダイハツ『ミラジーノ』CMソング
2. ちょうど今から [4:28]
（作詞・作曲:伊藤俊吾、編曲:キンモクセイ）
3. 夢で逢えたら（総天然色Style） [3:45]
（作詞・作曲:大瀧詠一、編曲:キンモクセイ、ストリングス編曲:井上鑑）
4. 熱き心に（New mix） [4:33]
（作詞：阿久悠／作曲：大瀧詠一／編曲：キンモクセイ）
5. 夢で逢えたら（総天然色Styleカラオケ）

## 収録アルバム
- NICE BEAT (#1、初回限定盤のみ)
- ベスト・コンディション 〜kinmokusei single collection〜 (#1,2)